# The Broken Sixpence
The Broken Sixpence è un cortometraggio muto del 1913 diretto da Frank Wilson.

## Trama
Un ufficiale ferito viene curato dalla sua fidanzata.

## Produzione
Il film fu prodotto dalla Hepworth.

## Distribuzione
Distribuito dalla Hepworth, il film - un cortometraggio di 343 metri - uscì nelle sale cinematografiche britanniche nel 1913.
Si conoscono pochi dati del film che, prodotto dalla Hepworth, fu distrutto nel 1924 dallo stesso produttore, Cecil M. Hepworth. Fallito, in gravissime difficoltà finanziarie, il produttore pensò in questo modo di poter almeno recuperare il nitrato d'argento della pellicola.